# Morti nel 1715
| Questa pagina contiene informazioni ricavate automaticamente dalle voci biografiche con l'ausilio del template Bio e di un bot. L'aggiornamento è periodico e automatico e ricostruisce completamente la pagina. Se manca una persona in questa lista, sei pregato di non aggiungerla, ma accertati piuttosto che la sua voce biografica contenga il template Bio e che i dati anagrafici siano correttamente compilati. Se il template Bio manca, inseriscilo tu stesso o, in alternativa, metti l'avviso {{tmp\|Bio}} che ne segnala la mancanza. Se i dati riportati sono sbagliati, correggi direttamente la voce biografica; le modifiche saranno visibili in questa lista entro pochi giorni. Per chiarimenti vedi il progetto biografie. La lista contiene solo le 99 persone che sono citate nell'enciclopedia e per le quali è stato implementato correttamente il template Bio. Pagina aggiornata al 10 feb 2025. |

## Gennaio(5)
- 3 gennaio - Onorio Marinari, pittore italiano (n. 1627)
- 7 gennaio - Mary Capell, nobildonna inglese (n. 1630)
- 7 gennaio - Fénelon, arcivescovo cattolico, teologo e pedagogo francese (n. 1651)
- 9 gennaio - Vincenzo Felici, scultore italiano (n. 1657)
- 22 gennaio - Marc'Antonio Ziani, compositore italiano

## Febbraio(5)
- 11 febbraio - Giovanni Benvenuti, violinista italiano
- 13 febbraio - Antonio Sebastián de Toledo Molina y Salazar, nobile spagnolo (n. 1622)
- 17 febbraio - Antoine Galland, orientalista e archeologo francese (n. 1646)
- 19 febbraio - Domenico Egidio Rossi, architetto italiano (n. 1659)
- 25 febbraio - Pu Songling, scrittore cinese (n. 1640)

## Marzo(7)
- 2 marzo - Emmanuel Théodose de La Tour d'Auvergne, nobile e cardinale francese (n. 1643)
- 11 marzo - Jan-Erasmus Quellinus, pittore fiammingo (n. 1634)
- 17 marzo - Gilbert Burnet, vescovo anglicano e storico scozzese (n. 1643)
- 18 marzo - Gregorio Caloprese, filosofo, medico e matematico italiano (n. 1654)
- 21 marzo - Jean-Baptiste d'Arco, militare italiano
- 22 marzo - Vittorio Amedeo di Savoia, principe italiano (n. 1699)
- 27 marzo - Augusto di Sassonia-Merseburg, nobile (n. 1655)

## Aprile(6)
- 3 aprile - Francesco Aviani, pittore italiano (n. 1662)
- 6 aprile - Perizonius, filologo e storico olandese (n. 1651)
- 12 aprile - John Keith, I conte di Kintore, nobile scozzese (n. 1630)
- 12 aprile - Thomas Wharton, I marchese di Wharton, nobile e politico inglese (n. 1648)
- 16 aprile - Alexandre Jean Oppenordt, ebanista francese (n. 1639)
- 17 aprile - Alberto Volfango di Hohenlohe-Langenburg, nobile (n. 1659)

## Maggio(6)
- 8 maggio - Maria Mancini, nobile italiana (n. 1639)
- 8 maggio - Henning Bernhard Witter, teologo tedesco (n. 1683)
- 11 maggio - Claude de Ferrière, giurista francese (n. 1639)
- 19 maggio - Maria Elisabetta di Eggenberg, austriaca (n. 1640)
- 20 maggio - Armand Jean de Vignerot du Plessis, ammiraglio francese (n. 1629)
- 21 maggio - Pierre Magnol, botanico francese (n. 1638)

## Giugno(10)
- 6 giugno - Charles de Carteret, nobile (n. 1679)
- 12 giugno - Angelo De Rossi, scultore italiano (n. 1671)
- 13 giugno - Richard Lee II, militare e politico britannico (n. 1647)
- 17 giugno - Andreas von Gundelsheimer, medico e botanico tedesco (n. 1668)
- 18 giugno - Heinrich Franz von Mansfeld, nobile, diplomatico e militare austriaco (n. 1640)
- 19 giugno - Nicolas Lémery, chimico e medico francese (n. 1645)
- 21 giugno - Giovanni di Tobol'sk, religioso e teologo ucraino (n. 1651)
- 25 giugno - Jean-Baptiste du Casse, pirata e ammiraglio francese (n. 1646)
- 28 giugno - Antonio Nasini, pittore e presbitero italiano (n. 1643)
- 29 giugno - Claudia De Angelis, religiosa italiana (n. 1675)

## Luglio(7)
- 2 luglio - Hortensia von Moos, scrittrice svizzera (n. 1659)
- 2 luglio - Benito de Sala y de Caramany, cardinale e vescovo cattolico spagnolo (n. 1646)
- 5 luglio - Charles Ancillon, scrittore francese (n. 1659)
- 15 luglio - Jean-Marie de La Marque de Tilladet, religioso e abate francese (n. 1650)
- 18 luglio - Alessandro Bon, condottiero e politico italiano (n. 1654)
- 25 luglio - Francesco II Giuseppe di Lorena, nobile e abate tedesco (n. 1689)
- 28 luglio - Giuseppe Campani, ottico, astronomo e inventore italiano (n. 1635)

## Agosto(6)
- 1º agosto - Giovanni Ernesto di Sassonia-Weimar, principe e compositore tedesco (n. 1696)
- 5 agosto - Francesco Nomis di Valfenera e Castelletto, politico italiano (n. 1641)
- 16 agosto - Johann Gregor Fuchs, architetto tedesco (n. 1650)
- 16 agosto - Maria Elisabetta d'Assia-Darmstadt, nobile (n. 1656)
- 16 agosto - Raymond Vieussens, medico francese (n. 1641)
- 27 agosto - Francesco Ramírez, arcivescovo cattolico spagnolo (n. 1648)

## Settembre(7)
- 1º settembre - François Girardon, scultore francese (n. 1628)
- 1º settembre - Luigi XIV di Francia, re (n. 1638)
- 10 settembre - Nicola Partenio Giannettasio, gesuita e poeta italiano (n. 1648)
- 23 settembre - Luigi Nogarola, poeta e librettista italiano (n. 1669)
- 24 settembre - Wilhelm Homberg, chimico e medico olandese (n. 1652)
- 24 settembre - Pierre Pérignon, monaco cristiano francese (n. 1639)
- 27 settembre - Thomas Burnet, teologo inglese (n. 1635)

## Ottobre(7)
- 3 ottobre - Ferdinand August von Lobkowicz, nobile e diplomatico ceco (n. 1655)
- 13 ottobre - Nicolas Malebranche, filosofo e scienziato francese (n. 1638)
- 17 ottobre - Ernesto di Sassonia-Hildburghausen, duca (n. 1655)
- 20 ottobre - Carlo Donelli, pittore italiano (n. 1661)
- 20 ottobre - Mainardo II di Hohenzollern-Sigmaringen, principe (n. 1673)
- 26 ottobre - Pier Francesco Varchesi, pittore italiano (n. 1635)
- 30 ottobre - Thomas Lennard, I conte di Sussex, nobile e politico inglese (n. 1654)

## Novembre(9)
- 2 novembre - Carlotta Cristina di Brunswick-Wolfenbüttel, principessa tedesca (n. 1694)
- 6 novembre - Gülnuş Sultan, sultana ottomana
- 12 novembre - Francesco Terriesi, diplomatico italiano (n. 1635)
- 13 novembre - John Lyon, V conte di Strathmore e Kinghorne, nobile scozzese (n. 1696)
- 14 novembre - Antonio Grassi, vescovo cattolico italiano (n. 1644)
- 20 novembre - Alberico III Cybo-Malaspina, sovrano italiano (n. 1674)
- 21 novembre - William Moreton, religioso inglese (n. 1641)
- 21 novembre - Grigorij Dmitrievič Stroganov, politico russo (n. 1656)
- 24 novembre - Edvige Eleonora di Holstein-Gottorp, nobile tedesca (n. 1636)

## Dicembre(7)
- 2 dicembre - Jean-Baptiste Belin, pittore francese (n. 1653)
- 4 dicembre - Carlo Giuseppe di Lorena, arcivescovo cattolico tedesco (n. 1680)
- 9 dicembre - Benedetto Gennari junior, pittore italiano (n. 1633)
- 14 dicembre - Thomas Tenison, arcivescovo anglicano britannico (n. 1636)
- 19 dicembre - Maria Antonia del Liechtenstein, principessa austriaca (n. 1683)
- 21 dicembre - Giovanni Barbiano di Belgiojoso, nobile e militare italiano (n. 1638)
- 24 dicembre - Serafino Pasolino, abate italiano (n. 1649)

## Senza giorno specificato(17)
- Filippo Abbiati, pittore italiano (n. 1640)
- Fabio Bonvicini, ammiraglio italiano (n. 1660)
- William Dampier, pirata e esploratore inglese (n. 1651)
- Flavia Durand, pittrice italiana (n. 1635)
- Daniel Eberlin, compositore e direttore d'orchestra tedesco (n. 1647)
- Mirwais Hotak, condottiero afghano (n. 1673)
- Kalaylıkoz Hacı Ahmed Pascià, politico ottomano
- Pietro Migali, compositore e violinista italiano (n. 1635)
- Pietro Nati, medico e naturalista italiano (n. 1624)
- Anton Maria Piola, pittore italiano (n. 1654)
- Scipione I de' Rossi, nobile e condottiero italiano (n. 1628)
- Thomas Savery, ingegnere e inventore inglese (n. 1650)
- Silahdar Süleyman Paşa, politico e militare ottomano
- Anna Maria Sirani, pittrice italiana (n. 1645)
- Luca Spinola, doge italiano (n. 1628)
- Nahum Tate, poeta, librettista e paroliere irlandese (n. 1652)
- Cornelis de Bie, poeta, retore e giurista belga (n. 1627)